# Elasmus ignorabilis
Elasmus ignorabilis är en stekelart som beskrevs av Girault 1913. Elasmus ignorabilis ingår i släktet Elasmus och familjen finglanssteklar. Inga underarter finns listade i Catalogue of Life.